# Битка при Мека
Битката при Мека се провежда се провежда няколко дни след възвръщането на град Джида от османците.
Армията на арабите с нейните 1000 души се предава на Али и Тусун паша.